# Yvonne Rüegg
Yvonne Rüegg (Coira, 2 agosto 1938) è un'ex sciatrice alpina svizzera naturalizzata italiana, campionessa olimpica e iridata nello slalom gigante a Squaw Valley 1960.
In seguito al matrimonio con lo sciatore alpino italiano Roberto Siorpaes assunse il cognome del coniuge e gareggiò come Yvonne Siorpaes Rüegg o Yvonne Siorpaes.

## Biografia
Sciatrice polivalente nipote di Anny, a sua volta sciatrice alpina, Yvonne Rüegg debuttò in campo internazionale in occasione delle SDS-Rennen 1956 (Grindelwald, 4-7 gennaio), dove si classificò 23ª nella discesa libera; nel 1959 vinse la discesa libera la discesa libera, lo slalom speciale e la combinata del Parsenn Derby (Lenzerheide, 22-25 gennaio) e si piazzò 2ª nello slalom gigante dell'Otto Linher Memorial (Zürs, 19 aprile).
Nel 1960 fu 3ª nello slalom gigante delle SDS-Rennen (Grindelwald, 6-8 gennaio) e ai successivi VIII Giochi olimpici invernali di Squaw Valley 1960 (19-27 febbraio), sua unica presenza olimpica e iridata, vinse la medaglia d'oro nello slalom gigante precedendo di un centesimo la statunitense Penelope Pitou; si classificò inoltre 9ª nella discesa libera e non completò nello slalom speciale. Nel prosieguo della stagione si piazzò 3ª nella discesa libera della Harriman Cup (Sun Valley, 5-6 marzo).
Nella stagione 1960-1961 fu 2ª nello slalom gigante di Lenggries (26 febbraio) e nelle gare di Zermatt (17-19 marzo) vinse il Gornergrat Derby e si classificò 2ª nella discesa libera e 3ª nella combinata dell'Otto Furrer Memorial; si piazzò quindi 2ª e 3ª negli slalom giganti di Innsbruck (1-2 aprile), sue ultime gare internazionali. Successivamente si trasferì in Italia, a Cortina d'Ampezzo, dove divenne il primo maestro di sci donna d'Italia e sposò  Roberto Siorpaes, anche lui sciatore e fratello dei bobbisti Sergio e Gildo. Partecipò ai Campionati italiani nel 1963 e nel 1964, vincendo due medaglie.

## Palmarès

### Olimpiadi
- 1 medaglia, valida anche ai fini dei Mondiali:
  - 1 oro (slalom gigante a Squaw Valley 1960)

### Classiche
Otto Furrer Memorial
- 1 vittoria (Gornergrat Derby a Zermatt 1961)

### Campionati svizzeri
- 1 oro (discesa libera nel 1959)[1]

### Campionati italiani
- 2 medaglie[11]:
  - 2 argenti (slalom gigante nel 1963; slalom speciale nel 1964)